# Liste du patrimoine immobilier classé de Gouvy
Cette page regroupe l'ensemble du patrimoine immobilier classé de la commune belge de Gouvy.
| Objet | Année de construction / Architecte | Adresse            | Section communale | Coordonnées                      | Numéro d’inventaire | Illustration |
| --- | ---------------------------------- | ------------------ | ----------------- | -------------------------------- | ------------------- | --- |
| Église Saint-Pierre de Beho |                                    |                    | Beho              | 50° 13′ 14″ nord, 5° 59′ 50″ est | 82037-CLT-0001-01   | Église Saint-Pierre de Beho |
| Chapelle Saints-Hubert et Antoine, à Wathermael-Beho (M) ainsi que l'ensemble formé par ladite chapelle, le cimetière et le promontoire rocheux, jusqu'à la route et la rivière au sud et à l'ouest (S) |                                    | Wathermal          | Beho              | 50° 10′ 46″ nord, 5° 58′ 48″ est | 82037-CLT-0002-01   | Chapelle Saints-Hubert et Antoine, à Wathermael-Beho (M) ainsi que l'ensemble formé par ladite chapelle, le cimetière et le promontoire rocheux, jusqu'à la route et la rivière au sud et à l'ouest (S) |
| Ensemble formé par la chapelle Notre-Dame des Malades (ne pas confondre avec l'église Saint-Martin) et les terrains environnants |                                    |                    | Bovigny           | 50° 13′ 17″ nord, 5° 57′ 00″ est | 82037-CLT-0003-01   | Ensemble formé par la chapelle Notre-Dame des Malades (ne pas confondre avec l'église Saint-Martin) et les terrains environnants                                                                        |
| Église Saint-Vincent de Cherain |                                    |                    | Cherain           | 50° 10′ 51″ nord, 5° 51′ 55″ est | 82037-CLT-0004-01   | Église Saint-Vincent de Cherain |
| Murs du cimetière de l'église Saint-Vincent de Cherain (classée par arrêté du Régent du 26 septembre 1947) (M) et les immeubles bordant la place de Cherain (EA) ainsi que l'ensemble formé par ces bâtiments et les terrains environnants, y compris le cimetière de Cherain (S) |                                    |                    | Cherain           | 50° 10′ 52″ nord, 5° 51′ 55″ est | 82037-CLT-0006-01   | Murs du cimetière de l'église Saint-Vincent, immeubles de la place et terrains environnants |
| Immeuble sis rue de l'Église (ferme Scheurette) |                                    | Rue de l'Église, 3 |                   | 50° 11′ 06″ nord, 5° 56′ 33″ est | 82037-CLT-0007-01   | Image manquanteTéléverser |
| Orgues de l'église des Saints-Pierre-et-Paul |                                    | Steinbach          | Limerlé           | 50° 08′ 41″ nord, 5° 54′ 06″ est | 82037-CLT-0008-01   | Image manquanteTéléverser |
| Château de Steinbach |                                    | Steinbach          | Limerlé           | 50° 08′ 43″ nord, 5° 54′ 10″ est | 82037-CLT-0010-01   | Château de Steinbach |
| La Croix située vieille route de Salm à Gouvy |                                    |                    |                   | 50° 11′ 13″ nord, 5° 56′ 22″ est | 82037-CLT-0011-01   | Image manquanteTéléverser |
| Moulin de Cierreux (façades, toitures et salles de meunerie équipées), la Tannerie Beaupain (façades et toitures), le vieux pont du moulin, le bief du moulin, y compris ses vannes, la chute d'eau, la roue et le tunnel de sortie à Cierreux (M) ainsi que l'ensemble formé par cette construction et leurs abords (S)                                                                             |                                    |                    |                   | 50° 14′ 34″ nord, 5° 55′ 20″ est | 82037-CLT-0014-01   | Image manquanteTéléverser |
| Presbytère de la paroisse Saint-Martin (presbytère de Bovigny) | 1766                               |                    | Bovigny           | 50° 13′ 29″ nord, 5° 55′ 04″ est | 82037-CLT-0017-01   | Presbytère de la paroisse Saint-Martin (presbytère de Bovigny) |
| Murs du cimetière et de la ruelle (M) ainsi que l'ensemble formé par le cimetière et la ruelle entourant l’église Saint-Pierre de Beho (S) |                                    |                    | Beho              | 50° 13′ 14″ nord, 5° 59′ 49″ est | 82037-CLT-0018-01   | Cimetière et ruelle autour de l’église Saint-Pierre de Beho |
| La tour de l'église Saint-Martin ainsi que le mur d'enceinte du cimetière à Bovigny (M) ainsi que l'ensemble formé par l'édifice et ses abords (S) |                                    |                    | Bovigny           | 50° 13′ 29″ nord, 5° 55′ 05″ est | 82037-CLT-0019-01   | La tour de l'église Saint-Martin ainsi que le mur d'enceinte du cimetière à Bovigny (M) ainsi que l'ensemble formé par l'édifice et ses abords (S)                                                      |
| Façades et toitures du château-ferme de Sterpigny ainsi que le vieux Christ à route (M) et l'ensemble formé par le château-ferme et ses abords (S) |                                    | Sterpigny          |                   | 50° 11′ 05″ nord, 5° 53′ 02″ est | 82037-CLT-0021-01   | Château-ferme de Sterpigny et abords + vieux Christ à route |
| Partie sud de la grange du château-ferme de Sterpigny, dont les façades et toitures ainsi que le vieux christ à route ont été classés par arrêté de l'Exécutif du 16 juin 1988 (M) ainsi que la parcelle qui constitue une extension du site classé par arrêté de l'Exécutif du 16 juin 1988 (S) |                                    | Sterpigny          |                   | 50° 11′ 04″ nord, 5° 53′ 03″ est | 82037-CLT-0022-01   | Partie sud de la grange du château-ferme de Sterpigny et parcelle d’extension |
| Château-ferme de Mesnil (façades, toitures et portail d'entrée) (M) ainsi que l'ensemble formé par ces bâtiments et les terrains qui les entourent (S) |                                    | Rue du Centre      |                   | 50° 08′ 48″ nord, 5° 54′ 14″ est | 82037-CLT-0025-01   | Image manquanteTéléverser |
| Façades, toiture et perron de la maison Caprasse, ainsi que les portes, boiseries et escalier intérieurs, la cour pavée, les façades et toitures des dépendances et de la ferme jouxtante, avec les murs de clôture, y compris celui bordant l'étang et formant limite orientale de la parcelle cadastrée 1070 (M) ainsi que l'ensemble formé par ces constructions et les terrains environnants (S) |                                    |                    |                   | 50° 10′ 42″ nord, 5° 51′ 29″ est | 82037-CLT-0026-01   | Image manquanteTéléverser |
| Chapelle Saint-Roch de Renglez (totalité) |                                    | Renglez            |                   | 50° 10′ 03″ nord, 5° 53′ 05″ est | 82037-CLT-0028-01   | Image manquanteTéléverser |
| Aile nord du Château de Steinbach |                                    | Steinbach          | Limerlé           | 50° 08′ 43″ nord, 5° 54′ 10″ est | 82037-CLT-0030-01   | Image manquanteTéléverser |
| Le caractère exceptionnel concerne le buffet et l'orgue de l'église des Saints-Pierre-et-Paul |                                    |                    |                   | 50° 08′ 41″ nord, 5° 54′ 06″ est | 82037-PEX-0001-04   | Image manquanteTéléverser |

## Patrimoine déclassé
| Objet                                                                                              | Année de construction / Architecte / Période de classement | Adresse | Section communale | Coordonnées                      | Numéro d’inventaire | Illustration              |
| -------------------------------------------------------------------------------------------------- | ---------------------------------------------------------- | ------- | ----------------- | -------------------------------- | ------------------- | ------------------------- |
| Chapelle Notre-Dame de Lourdes (M) ainsi que l'ensemble formé par cette chapelle et ses abords (S) | Classé du 10 février 1979 au 10 mai 2017                   | Baclain | Montleban         | 50° 11′ 31″ nord, 5° 51′ 50″ est | 82037-CLT-0035-01   | Image manquanteTéléverser |